# Torularia contortuplicata
Torularia contortuplicata là một loài thực vật có hoa trong họ Cải. Loài này được O.E. Schultz miêu tả khoa học đầu tiên.